# Tulka község
Tulka község (románul: Comuna Tulca) község Bihar megyében, Romániában. Központja Tulka, hozzá tartozik Kávásd.

## Népessége
A 2011-es népszámlálás adatai alapján a község népessége 2773 fő volt.